# Vibrandoneon

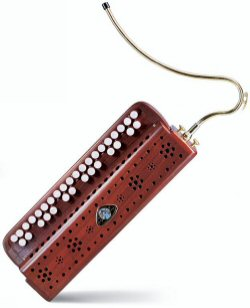
Vibrandoneon nella versione a bottoni

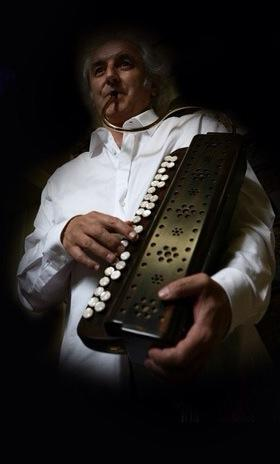
Postura corretta per suonare il Vibrandoneon (senza piani di appoggio)

Il vibrandoneon è uno strumento musicale a fiato basato sulla struttura di un "bandoneon". A differenza della fisarmonica classica, il mantice viene sostituito da un sistema ad aria soffiata direttamente al suo interno dal musicista. Lo strumento è stato ideato nel 1999 e brevettato nel 2000 da Guido Tononi.

## Struttura e funzionamento
Lo strumento si basa sul funzionamento del bandoneon argentino, dove la disposizione dei bottoni viene modificata con le tre ottave del pianoforte e un tubo a fiato sostituisce il mantice per la produzione dell’aria. La struttura somiglia a quella di una melodica di grandi dimensioni, ma la differenza principale consiste nella doppia ancia (o voce) per ogni nota dello strumento: è possibile attivare entrambe le ance oppure solo una di esse, proprio come in una fisarmonica, mentre la melodica ha una sola ancia per ogni nota. Inoltre, il vibrandoneon è realizzato con legno di prima qualità, caratteristica molto più comune nelle fisarmoniche che nelle melodiche. Questi fattori lo rendono uno strumento dal suono ricco e rotondo.
Lo strumento può essere tenuto tra le mani e poggiato sulle ginocchia oppure su una superficie piana. Esistono versioni differenti di questo strumento:
- A 34 o 36 tasti
- A registri di tipo 8-8 e 8-4

Inoltre, lo strumento è presente in due versioni: quella a bottoni e quella a tasti da pianoforte. Nella prima, la disposizione dei bottoni può essere equivalente a quella di una tastiera da pianoforte, mantenendo la coerenza nel modo di essere suonato.

## I predecessori
Nel 1825 la Wheatstone & Co., che produceva strumenti musicali a Londra, sperimentò una fisarmonica a fiato. Chiamò la sua invenzione un Symphonium. La sua struttura somigliava a quella della fisarmonica. L'aria che viene soffiata nello strumento (nella fisarmonica attraverso il mantice e nella fisarmonica a fiato attraverso un'imboccatura) mette in movimento le ance che producono il suono. Il Symphonium, che combinava per la prima volta una tastiera, ance metalliche e il respiro del musicista, venne sostituito nel 1827 dalla Concertina. Nel 1829 questo strumento ricevette il riconoscimento ufficiale come “piano-éolien”.
Nel corso del XIX secolo furono costruiti diversi strumenti che migliorarono la concertina come l'Armoni-cor di Jaulin (1861) e il Melodienbläser di Hohner nel 1890. Gli strumenti Hohner furono i predecessori della popolare Melodica che fu ampiamente utilizzata nell'educazione musicale del XX secolo.
Sebbene il nome Accordina sia stato usato per la prima volta per una fisarmonica a fiato nel 1897, solo nel 1943 il produttore francese di strumenti musicali André Borel produsse un prototipo di fisarmonica che sarebbe stato distribuito commercialmente dal 1955 in poi da Laurent Jarry e Marcel Dreux in Francia. Il vibrandoneon si colloca storicamente al termine del XX secolo; la versione finale del prototipo venne realizzato nel 1999, seguita dal brevetto ufficiale nel 2000. Uno dei primi esemplari è stato acquisito dal fisarmonicista Richard Galliano.